# Bosques de Chile
Bosque — del germánico busch — es un lugar poblado de árboles y arbustos. Se trata, en general, de un área que presenta una importante densidad de árboles. Los bosques, sobre todo los más jóvenes, absorben dióxido de carbono, conservan el suelo y regulan los flujos hidrológicos.
Los bosques de Chile cubren una superficie de 17,3 millones de hectáreas (22,9% de la superficie del territorio nacional). Tenemos dos tipos de bosques nacionales: bosques nativos y plantaciones o bosques forestales.

## Bosques Nativos
La Ley N° 20.283, correspondiente a Recuperación del Bosque Nativo y Fomento Forestal, define Bosque Nativo como: “bosque formado por especies autóctonas, provenientes de generación natural, regeneración natural, o plantación bajo dosel con las mismas especies existentes en el área de distribución original, que pueden tener presencia accidental de especies exóticas distribuidas al azar.” El objetivo de esta ley es impulsar un progreso social amigable con el medio ambiente, conservando especies milenarias, y junto con ello, parte de nuestra historia.
Año 2013: El 18,7% del territorio nacional (14,18 millones de hectáreas) corresponde a bosque nativo.
- Bosque Adulto: alcanza 6.087.430 hectáreas.
- Renovales: 4.322.388 hectáreas.

Actualmente el 18,4% del territorio nacional corresponde a bosque nativo (13,6 millones de hectáreas).

## Plantaciones forestales
El 68% de esta superficie corresponde a pino radiata, el 23% a especies del género eucalipto y el resto a otras especies, tales como: átriplex, tamarugo y pino oregón. Las plantaciones se encuentran localizadas principalmente entre las regiones de O’Higgins y Los Lagos.
Al año 2013, el 3,9% de territorio nacional (2,96 millones de hectáreas) corresponde a plantaciones forestales.
Actualmente el 3,6% del territorio nacional corresponde a plantaciones forestales (2,87 millones de hectáreas).

## Cambios Climáticos
Chile es un país vulnerable frente a cambios climáticos. Las causas se deben al acelerado desarrollo industrial, elevadas tasas de deforestación y la degradación de bosques. Como consecuencia, estos cambios climáticos traen: un aumento en el nivel del mar, extensos periodos de sequía y derretimiento de glaciares. Además aparece el fenómeno efecto invernadero, este consiste en que la capa de ozono ocasiona una mayor retención de los rayos solares, los cuales se reflejan en el planeta ocasionando un aumento de temperatura y variaciones climáticas.
Las áreas fuertemente afectadas son: agrícola, pecuario y forestal. Las tres dependen fuertemente de la disponibilidad de suelo y agua.
El PBCCh (Plataforma de Generación y Comercio de Bonos de Carbono del Sector Forestal de Chile) tiene como propósito facilitar el acceso a todo tipo de bosques o suelos factibles de forestar, a través de una estrategia nacional, con el fin de disminuir la cantidad de gases contaminantes presentes en la atmósfera. Colocar en marcha a PBCCh significa, para diferentes actores del país, un enorme esfuerzo en donde se pretende conseguir resultados en un período mínimo de 2 años aproximadamente. Sin embargo, hasta la fecha se han logrado avances significativos.AP|Cambio climático en Chile}}
Chile es un país vulnerable frente a cambios climáticos. Las causas se deben al acelerado desarrollo industrial, elevadas tasas de deforestación y la degradación de bosques. Como consecuencia, estos cambios climáticos traen: un aumento en el nivel del mar, extensos periodos de sequía y derretimiento de glaciares. Además aparece el fenómeno efecto invernadero, este consiste en que la capa de ozono ocasiona una mayor retención de los rayos solares, los cuales se reflejan en el planeta ocasionando un aumento de temperatura y variaciones climáticas.
Las áreas fuertemente afectadas son: agrícola, pecuario y forestal. Las tres dependen fuertemente de la disponibilidad de suelo y agua.
El PBCCh (Plataforma de Generación y Comercio de Bonos de Carbono del Sector Forestal de Chile) tiene como propósito facilitar el acceso a todo tipo de bosques o suelos factibles de forestar, a través de una estrategia nacional, con el fin de disminuir la cantidad de gases contaminantes presentes en la atmósfera. Colocar en marcha a PBCCh significa, para diferentes actores del país, un enorme esfuerzo en donde se pretende conseguir resultados en un período mínimo de 2 años aproximadamente. Sin embargo, hasta la fecha se han logrado avances signifiaativos

99382163

## Incendios forestales
La restauración de áreas quemadas, o restauración ecológica post-fuego, es el proceso de ayudar en la recuperación de un ecosistema que han sido degradado, dañado o destruido por el fuego (adaptado de la definición de R.E. de la Sociedad para la Restauración Ecológica – SER). Tiene por objetivo dejar, de la manera más cercana, el funcionamiento de este lo más parecido a su estado inicial.
Existe un proceso para la restauración ecológica después del daño provocado por el fuego. Se compone de una serie de etapas las que, en algunos casos, se aplican en forma lineal y en otros en forma paralela. Estas etapas pueden sintetizarse en:
- Recolección de información de las agrupaciones vegetales afectadas.
- Definición del ecosistema hacia el que se pretende reconducir.
- Inventario del área quemada – Análisis de la información recolectada.
- Plan, programa o proyecto de restauración.
- Ejecución de las acciones.

## Estrategias de dendroenergías
La estrategia de dendroenergía es la piedra angular de la consulta técnica y política en los entes rectores de la futura regulación de la biomasa, específicamente el Ministerio de Energía.
- En el primer año de implementación (2004), se observó aportes significativos tanto en la estructuración y ordenamiento interno del tema como en el posicionamiento y reconocimiento como actor relevante en el mundo privado y de la sociedad civil. Corporación Nacional Forestal (CONAF) vela por la sostenibilidad del recurso forestal y del abastecimiento de leña y biomasa en el largo plazo. Además fortalece el fomento a la inclusión de los pequeños y medianos productores, la profesionalización del sector y la calidad del producto. También implementa un modelo de trazabilidad de la leña, que mejora y fortalece el rol regulador y fiscalizador de la actividad forestal, debido al enfoque de CONAF esté ha logrado conexiones y uniones con organizaciones tales como: la Unidad de Cambio Climático y Servicios Ambientales, el Departamento de Bosque Nativo, el Departamento de Monitoreo y la Gerencia de Fiscalización, entre otros.
- El pilar del pasado año (2015), fue mejorar la instalación y socialización de la Estrategia al interior de CONAF. Como segundo enfoque se buscó la preparación de estructuras internas como la Unidad de Dendroenergía, indicadores de gestión e impacto, método de cuantificación de Biomasa proveniente de planes de manejo (liderado por el Departamento de Bosque Nativo), método de seguimiento de centros de acopios rurales de leña, entre otros. Una tercera línea fue la implementación de una política de alianzas y redes con INDAP, INFOR, el Sistema Nacional de Certificación de Leña, la Feria Internacional de Dendroenergía (FIDA), la Asociación de Consumidores del Sur, la Asociación Española de Valorización de Biomasa, entre otros. Por último se buscó  la articulación interministerial, donde se focalizó en la construcción de la Política de Leña y Calefacción en conjunto con el Ministerio de Energía.
- Para el año 2016, los canales están puestos en la concreción de modelos pilotos de centros de acopio de leña y biomasa, así como el avance en la oferta de otros dendroenergéticos. Asimismo, la vinculación con la Estrategia de Cambio Climático y Recursos Vegetacionales, dados los compromisos asumidos por Chile en materia de gases de efecto invernadero, será clave en el posicionamiento de la biomasa como fuente de energía renovable.

## Proyecto Manejo Sustentable de la Tierra GEF / Banco Mundial
El Proyecto “Manejo Sustentable de la Tierra” es impulsado por el Ministerio de Agricultura de Chile (MINAGRI), con la participación del GEF y Banco Mundial. La propuesta a mostrar corresponde a una síntesis de la legislación ambiental vigente, respecto a la protección del Medio Ambiente, enlazado con las Políticas Operacionales Ambientales del Banco Mundial. El objetivo de esta iniciativa es revertir la desertificación y degradación de la tierra, ayudar a la mitigación del cambio climático y potenciar el uso sustentable de la biodiversidad, a través de la aplicación de prácticas de manejo sustentable de la tierra incluidas en los Instrumentos de Fomento del MINAGRI. Estos instrumentos de fomento son planteamientos estratégicos de los Servicios del MINAGRI, principalmente el Instituto de Desarrollo Agropecuario (INDAP), el Servicio Agrícola Ganadero (SAG) y la Corporación Nacional Forestal. Las Políticas Operacionales Ambientales del Banco Mundial consideran prevenir y mitigar los efectos maliciosos para las personas y su medio ambiente en el proceso de desarrollo de cada Proyecto que es financiado por el Banco Mundial, las cuales están basadas en acuerdos internacionales y leyes nacionales del país que participa.